# Ageneiosus uranophthalmus
Ageneiosus uranophthalmus är en fiskart som beskrevs av Ribeiro och Rapp Py-daniel 2010. Ageneiosus uranophthalmus ingår i släktet Ageneiosus och familjen Auchenipteridae. Inga underarter finns listade i Catalogue of Life.